# Janne Tuohino

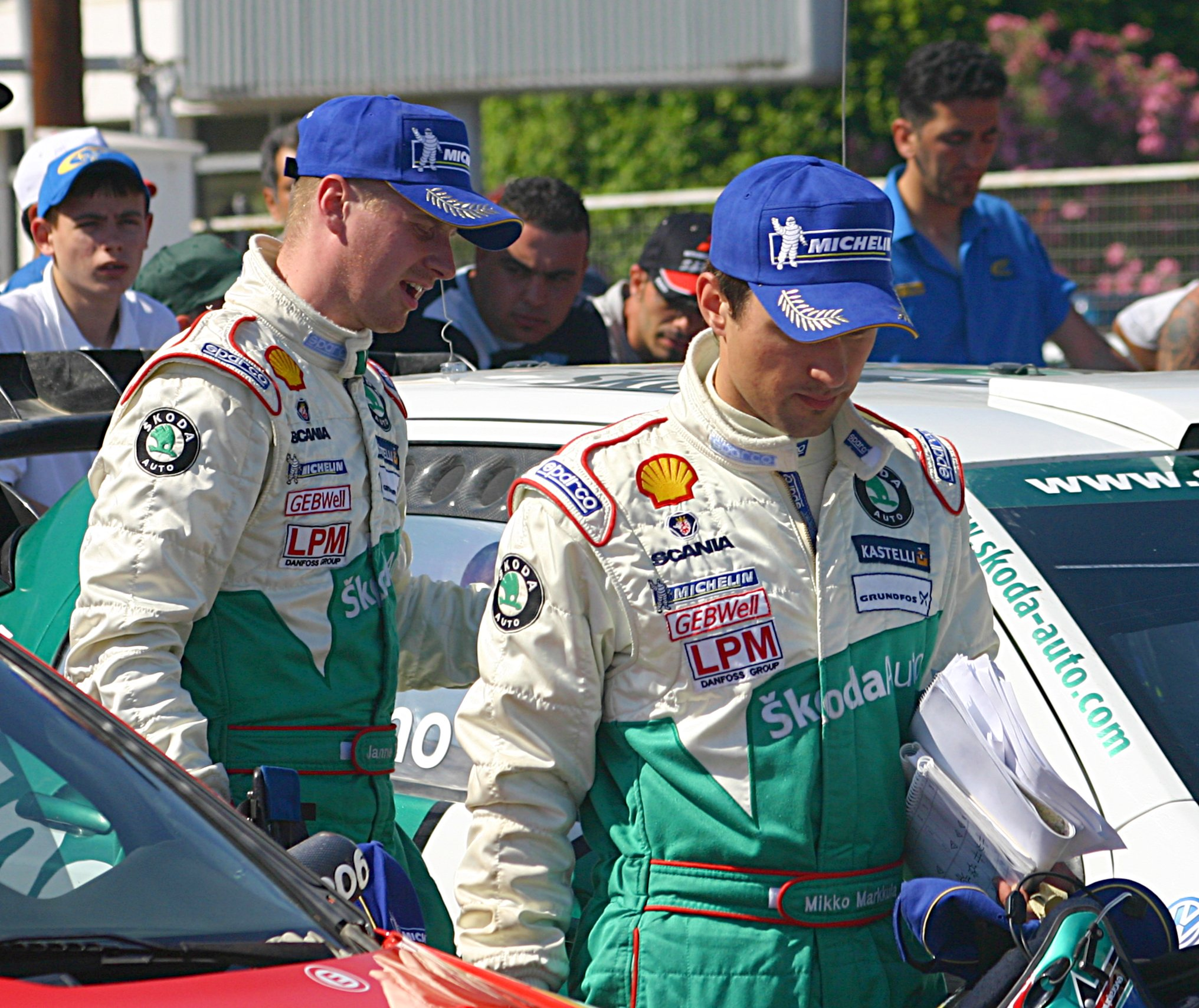
Janne Tuohino (links), 2005

Janne Tuohino (* 22. Mai 1975 in Kiiminki) ist ein finnischer Rallyefahrer.
Er begann seine Rallye-Karriere in diversen Rallyesprints. Seine erste Rallye fuhr er in einem Ford Escort. 2003 gab er sein Debüt in der Rallye-Weltmeisterschaft. 2006 gelang ihm mit einem sechsten Platz auf einem privaten Citroën Xsara WRC seine vorerst letzte Punkteplatzierung, bevor er 2019 bei der Rallye Schweden auf einem ebenfalls privaten Ford Fiesta WRC Zehnter wurde.

## WRC Teams
- 2003–2004 Ford
- 2005 Škoda

## Erfolge
- 1999 Platz 1 Finnische Rallye Meisterschaft Gruppe N
- 2001 Platz 1 Finnische Rallye Meisterschaft